# Merel Bechtold
Merel Bechtold (n. 27 februarie 1992, Blaricum, Olanda de Nord, Țările de Jos) este o chitaristă neerlandeză, membră a formațiilor Purest of Pain, MaYaN și Delain.

## Biografie
Bechtold a început să cânte la chitară în anul 2007, la vârsta de 15 ani, iar la scurtă vreme a înființat trupa de death metal melodic Purest of Pain. După doi ani, formația participa deja la spectacole cu trupe importante precum Suicide Silence, Unearth, MaYaN, Grave, All Shall Perish sau Delain. Primul EP al Purest of Pain, intitulat Revelations in Obscurity, a fost lansat pe 23 mai 2011, iar în noiembrie 2013 a fost lansat single-ul Momentum. Trupa olandeză a participat în 2014 la cel mai mare festival mondial heavy-metal, Wacken Open Air, desfășurat anual în Germania. Primul album al formației este prevăzut a fi lansat în iarna anului 2018.
În octombrie 2013, Isaac Delahaye s-a retras din trupa MaYaN în urma unor motive personale. La sugestia lui, care o cunoștea pe Bechtold, managementul trupei a contact-o pentru a-l înlocui. După două concerte împreună, chitarista a devenit membru permanent al MaYaN.
În anul 2015, Merel Bechtold a participat la turneul comun al trupei Delain și al proiectului prog/folk The Gentle Storm, înființat de chitaristul și compozitorul Arjen Anthony Lucassen și vocalista Anneke van Giersbergen. Ulterior, ea l-a înlocuit timp de șase săptămâni pe chitaristul Delain în timpul turneului european al formației alături de Sabaton și Battle Beast. La sfârșitul acelui an, chitarista a fost invitată să se alăture Delain ca membru deplin. Împreună cu trupa olandeză, Merel a efectuat numeroase turnee în Europa, America de Nord și Rusia, și a participat la mai mari festivaluri metal anuale precum Download, Hellfest sau Summer Breeze, Graspop.

## Echipamente
Merel Bechtold folosește chitare divers colorate cu șapte corzi de la fabricantul olandez VanderMeij:
- Chitară cu 7 corzi 26,5" VanderMeij Magistra

- finisaj: albastru lucios
- corp Black Limba;
- înșurubate gât de arțar;
- fretboard de abanos cu încrustații dot Luminlay decalate
- 24 freturi jumbo Medium Jescar Enterprises din oțel inoxidabil
- Chitară cu 7 corzi 25" - 26,5" VanderMeij Magistra

- finisaj: mat
- corp Black Limba;
- înșurubate gât de arțar cu finisaj translucid perlă albă;
- fretboard de abanos cu încrustații dot Luminlay decalate
- 24 freturi jumbo Jescar Enterprises din oțel inoxidabil
Ca amplificatoare, artista utilizează Engl 650 Ritchie Blackmore Signature și Kemper Profiling Amp. Efectele folosite sunt Strymon El Capistan, iar pana de chitară ChickenPicks. În noiembrie 2015, Bechtold folosea chitare Bo-El și corzi Ernie Ball.

## Discografie
Conform paginii oficiale a chitaristei:

### cu Purest of Pain
- Revelations in Obscurity (EP, 2011)
- Momentum (single, 2013)
- Solipsis (album, 2018)

### cu Delain
- Lunar Prelude (EP, 2016)